# Nathan Johnson
Fritiof Nathanael "Nathan" Johnson, född 27 juli 1897 i Nybacka i Norra Råda församling i Värmland, död 4 mars 1975 i Karlstad, var en svensk folkskollärare, journalist, författare och kulturarbetare.
Han var son till läraren Lars Nicolaus Johnson och Mia Elisabeth (Maria) Nilsson samt bror till Lasse Johnson.
Johnson utbildade sig till folkskollärare men kom med tiden att övergå till kulturarbetare inom Värmland. Han var en av initiativtagarna till bildandet av Värmlands konstförening och var aktiv i föreningen som utställningskommissarie. På 1930-talet knöts han till Nya Wermlands-Tidningen som musik- och konstrecensent och från 1950-talet medverkade han i Svensk Skoltidning. Han anmälde ny litteratur i Biblioteksbladet under signaturen Nth J. Tillsammans med Lorentz Larson och Erik Hjalmar Linder gav han ut Svensk läsebok 1952. Han tilldelades Nya Wermlands-Tidningens kulturpris och Pro Patria-medaljen 1968.